# Pierrepont-sur-l'Arentèle
Pierrepont-sur-l'Arentèle är en kommun i departementet Vosges i regionen Grand Est (tidigare regionen Lorraine) i nordöstra Frankrike. Kommunen ligger i kantonen Bruyères som tillhör arrondissementet Épinal. År 2022 hade Pierrepont-sur-l'Arentèle 143 invånare.

## Befolkningsutveckling
Antalet invånare i kommunen Pierrepont-sur-l'Arentèle
| Referens: INSEE |